# Helder Proença
Helder Proença (Bolama, 31 de desembre de 1956 – Bissau, 5 de juny de 2009) va ser un poeta i polític de Guinea Bissau que va servir com a ministre de Defensa de Guinea Bissau durant l'administració del President João Bernardo Vieira.

## Biografia
De jovenet lluità en la guerra d'independència de Guinea Bissau i en fou responsable de l'educació a Bolama. Després formà part del grup de joves enviats a estudiar a Rio de Janeiro, on estudià magisteri i història. En 1977 va compondre i editar la primera antologia poètica de Guinea Bissau titulada "Mantenhamos Para Quem Luta!". Com a escriptor va publicar en els diaris Raízes (de Cap Verd), África (Portugal), i a la premsa del PAIGC Libertação i O Militante. En 1982 publicà Não posso adiar a palavra, que aplegava els seus poemes del temps que era guerriller.
El 5 de juny de 2009, Proença, que en aquells moments era diputat de l'Assemblea Popular Nacional, va ser tirotejat i mort per les forces de seguretat del govern en una carretera que connecta la ciutat de Bula amb Bissau, la capital de Guinea Bissau. Baciro Dabó, un polític i candidat presidencial a les eleccions presidencials de juny de 2009, també va ser mort per soldats del govern el mateix dia. Un tercer polític, l'exprimer ministre Faustino Imbali, també va ser detingut. El xofer i el guardaespatlles de Proença també foren morts en l'atac.
En un comunicat, el Ministeri de l'Interior de Guinea Bissau va acusar Proença, Dabó i Embali de ser part de la trama d'un suposat cop d'estat.
L'agència de notícies estatal portuguesa Lusa va informar que el cos de Proença va ser portat al dipòsit de cadàvers de l'hospital Simão Mendes de Bissau després de la seva mort.

## Obres
- Mantenhamos Para Quem Luta! (1977)
- Não posso adiar a palavra (1982)